# Jaime Vásquez
Jaime Vásquez Ramírez (Lima, 21 febbraio 1991) è un calciatore peruviano, difensore dell'Unión Comercio.